# Герб Санкт-Петербурга

Герб Санкт-Петербурга

Герб Санкт-Петербурга є символом міста Санкт-Петербурга. Сучасний варіант прийнято 23 квітня 2003 року.

## Опис
Історичний герб Санкт-Петербурга, затверджений в 1730 році, підтверджений в 1780 році, доповнений в 1857 році, що ніколи не відмінявся й знову уведений у вживання в 1991 році, є найстаршим і основним офіційним символом Санкт-Петербурга.
Герб Санкт-Петербурга (кольорове зображення) являє собою геральдичний червоний щит із зображенням на його поле двох срібних якорів — морського (навскіс ліворуч праворуч від глядача, лабетами у верхньому левом від глядача куту щита; має дві лабети й поперечну деталь на анкерштокі) і річкового (навскіс праворуч ліворуч від глядача, лабетами у верхньому правом від глядача куту щита; має чотири лабети й позбавлений поперечної деталі на анкерштокі), покладених навхрест, і на їх золотий скіпетр із двоглавим орлом.
Щит увінчаний імператорською короною із двома вихідними з неї Андріївськими лазуровими стрічками. За щитом два покладені навхрест золотих, прикрашених алмазами й емаллю російських скіпетра, з'єднаних Андріївської лазуровою стрічкою.
Геральдичний опис герба Санкт-Петербурга говорить:
«У червленому (червоному) полі золотий російський скіпетр поверх двох перекинутих срібних якорів морського й річкового, про чотири зубці, навхрест. Щит увінчаний російською імператорською короною й покладений поверх двох російських скіпетрів натурального кольору, з'єднаних стрічкою Святого Андрія Первозваного».
Допускається відтворення герба Санкт-Петербурга в скорочених версіях, обумовлених історично й геральдично:
«Без імператорської корони над щитом, без лазурових стрічок, що виходять із імператорської корони, без двох російських скіпетрів, з'єднаних Андріївської лазуровою стрічкою, а також у вигляді золотого скіпетра із двоглавим орлом і двох срібних якорів — морського й річкового, покладених навхрест, поза полем щита».